# Sérgio Paulinho
Sérgio Paulinho (n. 26 martie 1980, Oeiras, Zona metropolitană Lisabona, Portugalia) este un ciclist de performanță ce a reprezentat Portugalia, medaliat olimpic. A participat la o ediție a Jocurilor Olimpice (2004) în care a câștigat o medalie de argint.